# Waldemar Ferri Szczerbowski
Waldemar Lech Ferri Szczerbowski (ur. 1946, zm. 22 sierpnia 2017) – polsko-włoski zegarmistrz, antykwariusz, ekspert w zakresie zegarów i zegarków historycznych.

## Życiorys
Pochodził z Warszawy. Ukończył studia o profilu artystycznym, a następnie w 1975 osiadł we Włoszech, gdzie pracował najpierw jako nauczyciel, a następnie kontynuował pracę zawodową jako przedsiębiorca. Był międzynarodowym ekspertem w zakresie zegarów i zegarków (głównie historycznych). Umiejętności nabywał między innymi u Claudio Pisa oraz Enrico Coledana. Specjalizował się w czasomierzach marek Patek Philippe i Vacheron Constantin, ale był także ekspertem w zakresie tarcz zegarowych. 
W latach 1988–1990 był doradcą w Konsulacie RP w Mediolanie, inicjując w tym czasie umowy o współpracy pomiędzy Mediolanem a Warszawą. Następnie współpracował z jednym z najwybitniejszych zegarmistrzów na świecie Osvaldo Patrizzim. W 1998 ukończył na Politechnice Izby Handlowej w Mediolanie, kurs pośrednictwa wyrobów zegarmistrzowskich. Następnie powadził własne biuro doradztwa i oceny zegarków, jednocześnie będąc pracownikiem międzynarodowego domu aukcyjnego Antiquorum Auctioneers. W ramach pracy dla Antiquorum Auctioneers był między innymi współorganizatorem pierwszej dedykowanej aukcji polskich zegarów i zegarków z 2003 w trakcie, której znacznie poszerzono wiedzę na temat historii marki Patek Philippe, a także aukcji z okazji 250-lecia marki Vacheron Constantin. W latach 2008–2009 związany był z domem aukcyjnym Patrizzi&Co. Auctioneers, gdzie pełnił funkcję zarówno dyrektora jak i eksperta od zegarków. Był również doradcą firmy firmą Meeting Art.
Waldemar Ferri Szczerbowski był stałym publicystą  miesięcznika „Watch Shop”, ponadto współpracował między innymi „Chrono Passion”, „Art & Business”, „Newsweek”, „Manager MBA”. Był również wieloletnim gospodarzem programu poświęconego tematyce zegarów i zegarków we włoskiej telewizji komercyjnej, a także jednym z promotorów Artexperts.tv. W 2006 powstał poświęcony Waldemarowi Ferri Szczerbowskiemu reportaż dokumentalny zrealizowany przez TVP pt. „Maestro zegarkowych dusz”.